# Форт-Веллингтон
Форт-Веллингтон (англ. Fort Wellington) — населённый пункт в государстве Гайана. Административный центр региона Махайка-Бербис.

## Население
В 2008 году население Форт-Веллингтона составляло 2266 человек.